# Dmitri Wladimirowitsch Wenewitinow

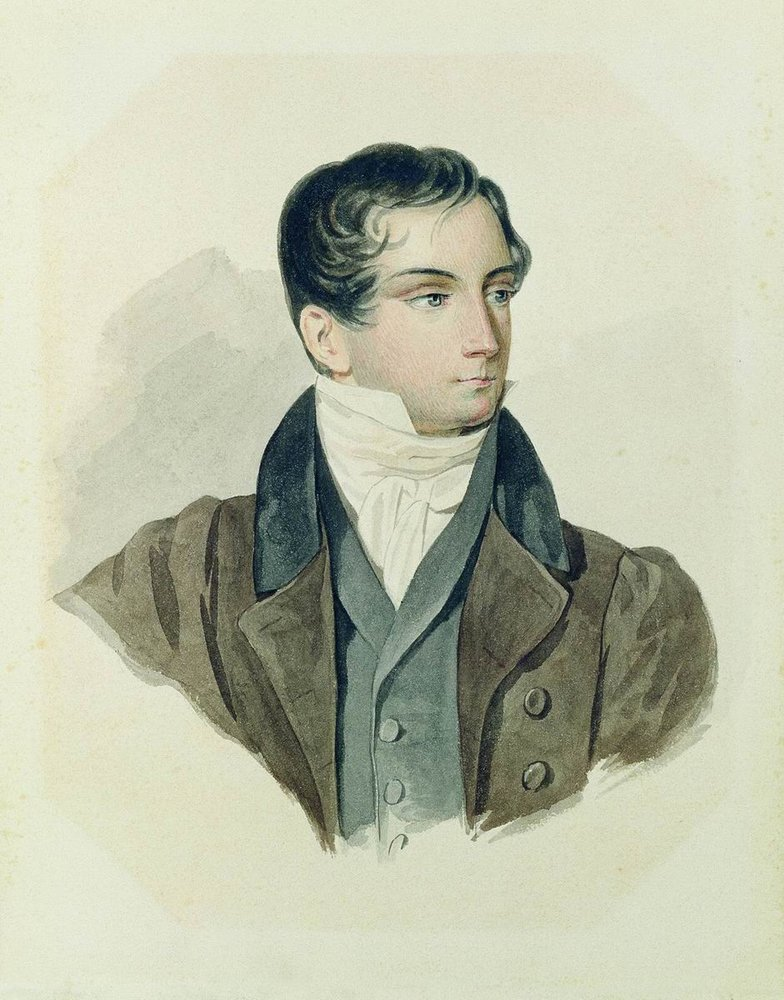
Dmitri Wenewitinow, Aquarell von Pjotr F. Sokolow (1827)

Dmitri Wladimirowitsch Wenewitinow (russisch Дмтирий Владимирович Веневитинов, wiss. Transliteration Dmitrij Vladimirovič Venevitinov; Betonung: Dmítri Wladímirowitsch Wenewítinow; * 14. Septemberjul. / 26. September 1805greg. in Moskau; † 15. Märzjul. / 27. März 1827greg., Sankt Petersburg) war ein russischer Dichter und Philosoph der Romantik.

## Leben
Dmitri Wenewitinow wurde am 26. September 1805 in Moskau geboren. Sein Vater Wladimir Petrowitsch Wenewitinow stammte aus einem reichen Woronescher Adelsgeschlecht, seine ebenfalls adlige Mutter Anna Nikolajewna Wenewitinowa, über die er entfernt mit dem russischen Nationaldichter Alexander Puschkin verwandt war, führte in Moskau einen bekannten Künstler-Salon.
Unter der Aufsicht der Mutter wurde Wenewitinow zunächst von Hauslehrern ausgebildet – er lernte Französisch, Deutsch, Latein, klassische und russische Literatur und Musik. Von 1822 bis 1824 studierte er als Hörer an der Moskauer Universität. Hier befasste er sich insbesondere mit der deutschen Philosophie und der romantischen Literatur seiner Zeit. Zu seinen Lehrern zählten die Professoren A. F. Mersljakow, die Schellingianer I. I. Dawydow, M. G. Pawlow und J. Ch. Loder.
1823 entstand im Milieu des studentischen Adels die Moskauer philosophische Geheimgesellschaft der Ljubomudry („Weisheitsfreunde“), zu deren Köpfen Wenewitinow (als Sekretär der Gesellschaft) gemeinsam mit Wladimir Odojewski zählte: „D. Wenewitinow sprach am meisten und versetzte uns mit seinen Reden oftmals in Begeisterung“, erinnert sich ein Teilnehmer. Die Mitglieder beschäftigten sich in erster Linie mit der Philosophie des deutschen Idealismus. Nach der Niederschlagung des Dekabristenaufstands löste sich die Gesellschaft auf, um Verfolgungen zu entgehen.
Ab 1824 diente Wenewitinow im „Moskauer Archiv des Kollegiums für auswärtige Angelegenheiten“, dessen junge Angestellten von Puschkin in seinem Versroman Eugen Onegin als „Archivjünglinge“ verewigt wurden und so neben der gesellschaftlichen auch zu literarischer Berühmtheit gelangten. Im November 1826 zog Wenewitinow von Moskau nach St. Petersburg, wo er dank der Protektion der Fürstin Sinaida Wolkonskaja, in deren Salon er verkehrte, im Asien-Departement des Außenministeriums arbeitete. Die ehemaligen Teilnehmer des Kreises der „Weisheitsfreunde“ gründen 1827 den Moskauer Boten, an dem sich Wenewitinow als Kritiker beteiligt.
Bei seiner Ankunft in Petersburg wurde Wenewitinow gemeinsam mit seinem Mitbewohner Fjodor S. Chomjakow, dem Bruder des Begründers des Slawophilentums Alexei S. Chomjakow, festgenommen: man verdächtigte sie der Teilnahme an der Dekabristen-Verschwörung (tatsächlich lagen Verbindungen und Sympathien vor, aber keine Beteiligung). Man ließ sie wieder frei; die Verhaftung setzte Wenewitinow jedoch sehr zu. Nach einer schweren Erkältung starb er am 15. März 1827, erst 21 Jahre alt, an einer Lungenentzündung in St. Petersburg. Sein Tod erschütterte die russische Literatenwelt; an der Beisetzung auf dem Friedhof des Moskauer Simonow-Klosters nahmen unter anderen die Dichter Alexander Puschkin und Adam Mickiewicz teil. Die Inschrift seines Grabsteins entstammte einem seiner Gedichte: „Wie hat er das Leben gekannt! Wie wenig hat er gelebt!“ („Как знал он жизнь! как мало жил!“).

## Werk
Wenewitinows – aufgrund seiner kurzen Lebenszeit nicht sehr umfangreiches – Werk besteht aus philosophischen Essays und Fragmenten, aus literaturkritischen und -theoretischen Artikeln, literarischen Prosawerken (zum Teil in Dialogform), literarischen Übersetzungen (unter anderem Goethes) sowie rund 50 lyrischen Gedichten. Darüber hinaus sind rund 40 Briefe in russischer und französischer Sprache erhalten. Auch als Musiker, Musikkritiker, Komponist und bildender Künstler (Zeichnungen) hat sich Wenewitinow betätigt.
Als Dichter ist Wenewitinow der russischen Romantik sowie der Strömung der sogenannten philosophischen Lyrik zuzuordnen. Wenewitinows Auffassung nach übernimmt der Dichter seine Formen aus der Natur. An Themen finden sich Weltschmerz, Dämonisch-Unheimliches, Nihilismus, Liebe, Freundschaft, religiöse, nationalgeschichtliche und klassische Motive in seiner Dichtung. Diese steht in ihrem idealistischen Freiheitsdrang von der Haltung her der Ästhetik des Dekabrismus nahe.
Philosophisch und ästhetisch schließt Wenewitinow an Schelling – insbesondere an dessen Natur-, Identitäts- und Kunstphilosophie – an. Er postuliert die Philosophie, auf deren weitere Ausbildung und Verbreitung in Russland er hofft, als Grundlagenwissenschaft schlechthin. Die Philosophie ist in seiner Konzeption mit der grundsätzlich als unabhängig von außerkünstlerischen Größen gedachten Literatur (Poesie) eng, ja „untrennbar“ verbunden. Infolgedessen kommt der Kunstphilosophie – wiederum in Anlehnung an Schelling – zentrale Bedeutung zu. Die – von Wenewitinow allegorisch dargestellte – Poesie ihrerseits steht als Mutter der anderen Künste an deren Spitze.

## Bedeutung
Wenewitinows philosophische Briefe an die Gräfin NN (die Fürstin A. I. Trubezkaja) transferieren Schellings System des transzendentalen Idealismus nach Russland: „[…] gerade aufgrund ihrer exakten und logischen Darlegung des Schellingschen Systems sind sie wertvoll. Zusammen mit den Aufzeichnungen W. Odojewskis gaben sie eine der ersten Interpretationen des Identitätsprinzips in Russland […], das in der Entwicklung der gesamten philosophischen Ästhetik in Russland […] eine bedeutende Rolle gespielt hat.“ Durch seine Applikation des idealistischen Identitätsprinzips im Sinne Schellings auf die Kunst (Literatur) kann Wenewitinow als „Pionier der philosophischen Ästhetik“ und „Begründer einer ganzen philosophischen Tradition in Russland“ gelten, die durch eine besondere Nähe und Verbindung von Literatur und Philosophie gekennzeichnet ist. Der slawophile Philosoph Iwan Kirejewski – auch er ein ehemaliges Mitglied der „Weisheitsfreunde“ – hält Wenewitinow gar für den Urvater der russischen Philosophie.
Die zeitgenössische russische Literaturwelt setzte große Hoffnungen in den überaus talentierten jungen Schriftsteller, dessen Gedichte auch Puschkin überaus schätzte und lobte. Diese hohe Einschätzung seiner Anlagen und seines Potentials kommt noch im späteren 19. Jahrhundert, etwa bei dem revolutionären Literaturkritiker Nikolai G. Tschernyschewski, zum Ausdruck: „Hätte Wenewitinow wenigstens zehn Jahre länger gelebt, er hätte unsere Literatur um ganze Jahrzehnte vorangebracht.“ Sein als tragischer Verlust empfundener früher Tod ließ Wenewitinow endgültig zum Inbegriff des romantischen jungen Dichterphilosophen werden.

## Trivia
Die Fürstin und Salonnière Sinaida A. Wolkonskaja, in die Wenewitinow verliebt war, schenkte ihm vor seinem Wegzug nach St. Petersburg zum Abschied einen antiken Ring aus ihrer Pretiosensammlung, der bei Grabungen in Herculaneum gefunden worden war. Auf diesen Ring schrieb Wenewitinow 1826 sein Gedicht An meinen Ring (K moemu perstnju). Der Ring, der als „Wenewitinows Ring“ bekannt wurde, wird auch in dem Gedicht Gebt Herrn Tjutschew die Libelle von Ossip Mandelstam erwähnt. Wenewitinow hatte verfügt, dass er mit dem Ring begraben werden wolle, und diesem Wunsch wurde auch Folge geleistet.
1930 wurde das Simonow-Kloster, auf dessen Friedhof Wenewitinow beerdigt wurde, abgerissen. Wenewitinows Gebeine wurden exhumiert und auf dem Neujungfrauen-Friedhof in Moskau beigesetzt. Der Grabstein wurde entfernt und der Ring entnommen; er wird heute im Literaturmuseum aufbewahrt.
Die Familie Wenewitinow stammte aus Nowoschiwotinnoje. Das Dorf liegt rund 30 km nördlich der Großstadt Woronesch und rund 460 km südlich von Moskau am Don. Die Siedlung war im 17. Jh. von einem Vorfahren Wenewitinows gegründet worden. Heute befindet sich in dem Gutshaus ein Wenewitinow-Museum mit Parkanlage und Denkmal.

## Werkausgaben

### In russischer Sprache
- Venevitinov, D. V.: Stichotvorenija. Proza. Moskva 1980.
- Venevitinov, D. V.: Polnoe sobranie sočinenij. Moskva/Leningrad 1934.
- Polnoe sobranie sočinenij. Pod red. A. V. Pjatkovskogo. Sankt-Peterburg 1862.
- Sočinenija D. V. Venevitinova. 1829.

### In deutscher Sprache
- Venevitinov, Dmitrij: Flügel des Lebens. Lyrik, Prosa, Briefe – Gesammelte Werke. Übersetzt von Hendrik Jackson (Lyrik), Dorothea Trottenberg (Prosa und Briefe), Doris Heinemann (franz. Briefe). Mit einem Vorwort von Markus Bernauer. Kommentiert und mit einem Nachwort hg. von Ilja Karenovics. Ripperger & Kremers, Berlin 2016.
- Venevitinov, Dmitrij: Morgen, Mittag, Abend und Nacht. Übersetzt von Dorothea Trottenberg: In: Jean Paul: Dintenuniversum. Schreiben ist Wirklichkeit – Ausstellungskatalog, hg. von Markus Bernauer, Angela Steinsiek und Jutta Weber. Berlin 2013.